# Слэтиняну, Александру
Александру Слэтиняну (рум. Alexandru Slătineanu; 5 января 1873—27 ноября 1939) — румынский бактериолог.

## Биография
Родился Александру Слэтиняну в 1873 году. Занимал должность профессора Будапештского университета. Александру Слэтиняну являлся специалистом по бактериологии в лаборатории И.И.Мечникова Пастеровского института в Париже. Александру Слэтиняну являлся близким другом и коллегой Иона Кантакузино.
Участвовал во Второй Балканской и Первой Мировой войнах.
В 1923-1936 годах был ректором Ясского университета. Позднее продолжал преподавание на бактериологической кафедре университета и возгляалял его клинику.
В 1938 году был вынужден уйти в отставку по достижении предельного возраста (65 лет), пожертвовав мебель, коллекцию инструментов и обширную библиотеку кафедре бактериологии Ясского университета. Скончался в 1939 году. Разносторонняя художественная коллекция, собранная профессором и его женой и включавшая произведения народных промыслов (резных икон, росписи по ткани и стеклу), живописи и керамики (народной и исторической, найдённой при археологических раскопках), была в 1948 году превращена в экспозицию под названием Colecţia de artă comparată Alexandra şi Barbu Slătineanu, открытую в его семейном доме в Котрочени, впоследствии частично вошедшую в фонд Национального музея искусств Румынии.

## Научные работы
Основные научные работы посвящены бактериологии различных инфекционных болезней, таких как: проказа, туберкулёз, скарлатина, сыпной тиф и другие. Александру Слэтиняну является одним из основоположников румынской бактериологии.
- Ряд научных работ посвящён изучению этиологии малярии.

## Список использованной литературы
- Кажал Н., Ифтимович Р. Из истории борьбы против микробов и вирусов.— Бухарест.: Научное издательство, 1968.— 402 с.
- Биологи. Биографический справочник.— Киев.: Наук. думка, 1984.— 816 с.: ил